# Nikolaj Zjiljajev
Nikolaj Sergejevitj Zjiljajev (ryska: Жиля́ев, Никола́й Серге́евич), född 6 (18 g.s.) oktober 1881 i Kursk, död 20 januari 1938, var en rysk tonsättare, musikkritiker och lärare.
Zjiljajev studerade musik först privat för Sergej Tanejev (1896–1900), därefter komposition vid Moskvakonservatoriet för Ippolitov-Ivanov. Zjiljajev examinerades 1905. Därefter verksam som tonsättare, musikforskare, kritiker och lärare. En av hans favorittonsättare var Edvard Grieg, som han också sammanträffat med och brevväxlade med. Zjiljajev använde därför pseudonymen Peer Gynt som kritiker. Han var god vän med Aleksandr Skrjabin och assisterade denne i utarbetandet av hans kompositioner. Senare publicerade Zjiljajev Skrjabins samlade verk. Han undervisade i komposition vid Moskvakonservatoriet 1926 - 1930 och 1933 – 1937. Zjiljajev var en karismatisk personlighet med en bred bildning, han hade också ett otroligt minne, varför han ibland kallades ”den levande uppslagsboken” av sina studenter. Han var bland annat lärare till Jevgenij Golubev, Aram Chatjaturjan, Lev Knipper, Kirill Kondrasjin och Sigismund Katz. Han var också ett stöd för den unge Dmitrij Sjostakovitj efter dennes examen. På grund av sin vänskap med marskalken Michail Tuchatjevskij blev Zjiljajev arresterad efter Tuchatjevskijs fall. Han lär ha haft kvar ett porträtt på väggen av Tuchatjevskij vid arresteringen. Zjiljajev sköts 1938, men han rehabiliterades 1961 från alla anklagelser.